# Броандон
Броандон (фр. Broindon) насеље је и општина у источном делу централне Француске у региону Бургоња, у департману Златна обала која припада префектури Дижон.
По подацима из 2011. године у општини је живело 134 становника, а густина насељености је износила 28,88 становника/km². Општина се простире на површини од 4,64 km². Налази се на средњој надморској висини од 205 метара (максималној 226 m, а минималној 206 m).

## Демографија
| 1962. | 1968. | 1975. | 1982. | 1990. | 1999. | 2011. |
| ----- | ----- | ----- | ----- | ----- | ----- | ----- |
| 30    | 41    | 42    | 62    | 71    | 61    | 134   |

График промене броја становника у току последњих година